# Anatol Richter
Anatol Richter jun. (* 21. Juli 1970 in Wien) ist ein ehemaliger österreichischer Florettfechter.
In seiner Jugend genoss er eine sportliche Ausbildung auf breiter Basis. Er betrieb Judo und Segeln und erzielte Erfolge im Basketball und Skisport. 2005 beendete Richter seine Karriere als Fechter. Seit 2012 leitet der Jurist das Sportamt der Stadt Wien.

## Erfolge
Junioren
- 1. österr. Sieg beim Weltcup-89
- mehrfache WM-Teilnahme
- Staatsmeister

Allgemeine Klasse
- Teilnahme Olympische Sommerspiele 1988
- Teilnahme Olympische Sommerspiele 1992 – Platz elf in Einzel und Mannschaft
- Qualifikation für Olympische Sommerspiele 1996 in der Mannschaft (Startverzicht)
- mehrfache  WM-Teilnahme – Platz sechs 1993 und Platz vier 1995 mit der Mannschaft
- Weltcupfinalist
- mehrfacher Staatsmeister
- Sieger „steirischer Panther“ 2002
- 2004  Vizestaatsmeister